# Adam Valdez
Adam Valdez (...) è un effettista statunitense.
Per il suo lavoro di supervisore agli effetti visivi per la Moving Picture Company nel film Il libro della giungla ha vinto un premio Oscar ai migliori effetti speciali e un premio BAFTA ai migliori effetti speciali nel 2017.
Inizia a lavorare per i Tippett Studio nel 1990 lavorando sulle miniature in RoboCop 2 e successivamente come animatore in Jurassic Park, Dragonheart e Starship Troopers - Fanteria dello spazio. Lavora per 2 anni alla Pacific Data Images per poi passare nel 1999 alla Weta Digital dove lavora come supervisore alle animazioni in Il Signore degli Anelli - La Compagnia dell'Anello e in Il Signore degli Anelli - Le due torri. Nel 2003 si unisce alla Moving Picture Company.

## Filmografia parziale
- Le cronache di Narnia - Il viaggio del veliero (The Chronicles of Narnia: The Voyage of the Dawn Treader), regia di Michael Apted (2010) - supervisore agli effetti visivi per la MPC
- John Carter, regia di Andrew Stanton (2012, regia di Andrew Stanton - supervisore agli effetti visivi per la MPC
- Il libro della giungla (The Jungle Book), regia di Jon Favreau (2016) - supervisore agli effetti visivi per la MPC
- Il re leone (The Lion King), regia di Jon Favreau (2019) - supervisore agli effetti visivi per la MPC